# Gust of Wind
Gust of Wind è un singolo del cantante e produttore statunitense Pharrell Williams, pubblicato nel 2014 ed estratto dall'album Girl.
Il brano è stato scritto da Pharrell Williams insieme a Thomas Bangalter e Guy-Manuel de Homem-Christo (Daft Punk).

## Tracce
- Download digitale

1. Gust of Wind (Extended Mix) – 7:56

## Video
Il videoclip della canzone è stato diretto da Edgar Wright.